# Lagoa (Azory)
Lagoa – miasto i gmina na Azorach (region autonomiczny Portugalii), na wyspie São Miguel. Według danych spisowych na rok 2011 liczyła 14 416 mieszkańców. Trzecie co do wielkości miasto Azorów.

## Podział administracyjny
Gmina ta dzieli się na 5 sołectw (ludność wg stanu na 2011 r.)
- Lagoa (Nossa Senhora do Rosário) - 5396 osób
- Lagoa (Santa Cruz) - 3671 osób
- Água de Pau - 3058 osób
- Cabouco - 1895 osób
- Ribeira Chã - 396 osób